# Комитини
Комитини (итал. Comitini) је насеље у Италији у округу Агриђенто, региону Сицилија.
Према процени из 2011. у насељу је живело 897 становника. Насеље се налази на надморској висини од 342 м.

## Становништво
| 1931. | 1936. | 1951. | 1961. | 1971. | 1981. | 1991. | 2001. | 2011. |
| ----- | ----- | ----- | ----- | ----- | ----- | ----- | ----- | ----- |
| 2.075 | 1.585 | 1.760 | 1.642 | 1.379 | 1.217 | 1.046 | 955   | 944   |